# Coutevroult
Coutevroult és un municipi francès, situat al departament de Sena i Marne i a la regió d'Illa de França. L'any 2007 tenia 792 habitants.
Forma part del cantó de Serris, del districte de Meaux i de la Comunitat de comunes Pays Créçois.

## Demografia

### Població
El 2007 la població de fet de Coutevroult era de 792 persones. Hi havia 277 famílies, de les quals 68 eren unipersonals (34 homes vivint sols i 34 dones vivint soles), 73 parelles sense fills, 107 parelles amb fills i 29 famílies monoparentals amb fills.
La població ha evolucionat segons el següent gràfic:
Habitants censats

### Habitatges
El 2007 hi havia 375 habitatges, 295 eren l'habitatge principal de la família, 53 eren segones residències i 27 estaven desocupats. 322 eren cases i 31 eren apartaments. Dels 295 habitatges principals, 221 estaven ocupats pels seus propietaris, 49 estaven llogats i ocupats pels llogaters i 26 estaven cedits a títol gratuït; 11 tenien una cambra, 23 en tenien dues, 66 en tenien tres, 70 en tenien quatre i 126 en tenien cinc o més. 267 habitatges disposaven pel capbaix d'una plaça de pàrquing. A 142 habitatges hi havia un automòbil i a 140 n'hi havia dos o més.

### Piràmide de població
La piràmide de població per edats i sexe el 2009 era:
| Homes | Edats   | Dones |
| ----- | ------- | ----- |
| 0     | 95 o +  | 0     |
| 0     | 90 a 94 | 0     |
| 4     | 85 a 89 | 8     |
| 4     | 80 a 84 | 0     |
| 4     | 75 a 79 | 8     |
| 20    | 70 a 74 | 16    |
| 4     | 65 a 69 | 8     |
| 8     | 60 a 64 | 4     |
| 12    | 55 a 59 | 8     |
| 8     | 50 a 54 | 12    |
| 36    | 45 a 49 | 24    |
| 24    | 40 a 44 | 8     |
| 28    | 35 a 39 | 20    |
| 20    | 30 a 34 | 24    |
| 28    | 25 a 29 | 16    |
| 12    | 20 a 24 | 24    |
| 4     | 15 a 19 | 12    |
| 20    | 10 a 14 | 20    |
| 24    | 5 a 9   | 20    |
| 36    | 0 a 4   | 4     |

## Economia
El 2007 la població en edat de treballar era de 548 persones, 442 eren actives i 106 eren inactives. De les 442 persones actives 400 estaven ocupades (219 homes i 181 dones) i 43 estaven aturades (28 homes i 15 dones). De les 106 persones inactives 31 estaven jubilades, 46 estaven estudiant i 29 estaven classificades com a «altres inactius».

### Ingressos
El 2009 a Coutevroult hi havia 327 unitats fiscals que integraven 958,5 persones, la mediana anual d'ingressos fiscals per persona era de 23.065 €.

### Activitats econòmiques
Dels 36 establiments que hi havia el 2007, 3 eren d'empreses de fabricació d'altres productes industrials, 7 d'empreses de construcció, 9 d'empreses de comerç i reparació d'automòbils, 3 d'empreses de transport, 1 d'una empresa d'hostatgeria i restauració, 2 d'empreses d'informació i comunicació, 1 d'una empresa financera, 4 d'empreses immobiliàries, 4 d'empreses de serveis, 1 d'una entitat de l'administració pública i 1 d'una empresa classificada com a «altres activitats de serveis».
Dels 9 establiments de servei als particulars que hi havia el 2009, 1 era un paleta, 3 guixaires pintors, 2 lampisteries, 1 electricista, 1 restaurant i 1 agència immobiliària.
Dels 3 establiments comercials que hi havia el 2009, 1 era una peixateria, 1 una botiga d'electrodomèstics i 1 una joieria.
L'any 2000 a Coutevroult hi havia 4 explotacions agrícoles.

## Equipaments sanitaris i escolars
El 2009 hi havia una escola elemental.

## Poblacions més properes
El següent diagrama mostra les poblacions més properes.